# Samsung Galaxy A3 (2015)
Samsung Galaxy A3 – smartfon z serii Galaxy, produkowany przez koreańską firmę Samsung.

## Specyfikacja techniczna
Galaxy A3 został wyposażony w procesor Qualcomm Snapdragon 410 8916. Jest to czterordzeniowy procesor o taktowaniu 1,2 GHz na rdzeń. Urządzenie posiada, w zależności od wersji 1 lub 1,5 GB RAM-u oraz 16 GB pamięci wewnętrznej, którą można rozszerzyć poprzez kartę pamięci (do 64 GB).

### Wyświetlacz
Samsung Galaxy A3 posiada ekran Super AMOLED o przekątnej 4,52 cala i rozdzielczości 540 × 960 px, co daje zagęszczenie 244 pikseli na jeden cal wyświetlacza.

### Aparat fotograficzny
Aparat znajdujący się na tyle telefonu ma 8 Mpx, zaś przednia kamera ma rozdzielczość 5 Mpx.

### Akumulator
Akumulator litowo-jonowy ma pojemność 1900 mAh.

## Software
Smartfon jest seryjnie wyposażony w system Android 4.4.4 KitKat. Udostępniono nań aktualizację do Androida 5.0.2 Lollipop.